# Polenovulidae
De Polenovulidae is een familie van uitgestorven kreeftachtigen uit de klasse van de Ostracoda (mosselkreeftjes).

## Geslachten
- Clavofabellina Polenova, 1968 †
- Polenovula Martinsson, 1960 †